# Emanze
Emanze (Rückbildung zu Emanzipation bzw. emanzipiert) ist eine zumeist abwertend gebrauchte umgangssprachliche Bezeichnung für eine Frauenrechtlerin oder Feministin. 
Das Wort kam um 1970 auf, als die zweite Welle der Frauenbewegung ihren Höhepunkt erreichte, und wurde zunächst nur von deren Gegnern gebraucht, bestenfalls in scherzhafter Absicht, zumeist aber als Schimpfwort. In jüngerer Zeit begegnet es bisweilen auch als Geusenwort, also als Selbstbezeichnung von Frauen, die sich als emanzipiert definieren. Auf den allgemeinen Sprachgebrauch haben sich diese Versuche, den Begriff positiv umzudeuten, indes noch kaum ausgewirkt. Stattdessen setzten sich der Begriff Feminismus und die ursprünglich ebenfalls überwiegend negativ konnotierte Bezeichnung Feministin als allgemein akzeptierte, in der Regel positiv oder neutral besetzte Leitvokabeln der autonomen Frauenbewegung durch.
Der Duden verzeichnete die Emanze seit 1976 als umgangssprachliche Bezeichnung für „emanzipierte Frau“, ohne zunächst auf die abwertende Funktion zu verweisen. Aktuell definiert er sie als „Frau, die sich bewusst emanzipiert gibt und die sich aktiv für die Emanzipation einsetzt“; das Wort ist als „umgangssprachlich“ und „oft abwertend“ markiert. Der Bertelsmann-Verlag tilgte den Begriff Emanze (ebenso wie Tippse) 1996 wegen Anstößigkeit aus seinem Rechtschreibwörterbuch; 2002 wurde er wieder aufgenommen.